# Marc-Uwe Kling
 (octobre 2017).
Si vous disposez d'ouvrages ou d'articles de référence ou si vous connaissez des sites web de qualité traitant du thème abordé ici, merci de compléter l'article en donnant les références utiles à sa vérifiabilité et en les liant à la section « Notes et références ».
Pour les articles homonymes, voir Kling.
Marc-Uwe Kling, né le 1982 à Stuttgart (Allemagne), est un auteur-compositeur-interprète, artiste de cabaret et écrivain allemand de science-fiction.
Depuis 2003, Kling se produit régulièrement sur différentes scènes à Berlin. Souvent, il se produit lors d'événements littéraires et cabaret ainsi que dans des slams de poésie.

## Biographie
Fils de musicien, Marc-Uwe Kling a étudié la philosophie et les études théâtrales à Berlin. En plus de ses performances musicales, il se produit également sur des scènes de lecture et des slams. 

## Œuvres littéraires

### SérieQuality Land
1. Quality Land, Actes Sud, coll. « Exofictions », 2021 ((de) QualityLand, 2017), trad. Juliette Aubert-Affholder, 384 p.  (ISBN 978-2-330-15317-5)Réédition Actes Sud, coll. « Babel » no 1848, 2022, 384 p. (ISBN 978-2-330--17104-9)
2. Quality Land 2.0 : Le Secret de Kiki, Actes Sud, coll. « Exofictions », 2023 ((de) Kikis Geheimnis, 2020), trad. Juliette Aubert-Affholder, 432 p.  (ISBN 978-2-330-17357-9)Réédition Actes Sud, coll. « Babel » no 1921, 2024, 432 p. (ISBN 978-2-330-18639-5)

### Recueils de nouvelles
- (de) Der Tag, an dem der Opa den Wasserkocher auf den Herd gestellt hat, 2020